# Episodi di Detective Conan (seconda stagione)
Questo è l'elenco degli episodi della seconda stagione della serie anime Detective Conan. 

## Lista episodi
| Nº Ja | Nº It | Titolo italiano Giapponese 「Kanji」 - Rōmaji - Traduzione letterale | In onda          | In onda           |
| Nº Ja | Nº It | Titolo italiano Giapponese 「Kanji」 - Rōmaji - Traduzione letterale | Giapponese       | Italiano          |
| 29    | 30    | Misteri al computer 「コンピューター殺人事件」 - Konpyutā satsujin jiken – "Il caso dell'omicidio del computer" | 19 agosto 1996   | 19 luglio 2002    |
| 29    | 30    | Kogoro, Ran e Conan incontrano per caso il presidente di una società informatica. Kogoro dà a questa persona il suo biglietto da visita. L'uomo viene ritrovato morto a causa di un arresto cardiaco. Tutti credono che si tratti di morte naturale, ma Conan riesce a scoprire che l'infarto è stato causato da un'enorme variazione di temperatura provocata dall'autista della vittima. |                  |                   |
| 30    | 31    | Un avvocato nel mistero 「アリバイ証言殺人事件」 - Aribai ahōgen satsujin jiken – "Il caso dell'omicidio della testimonianza dell'alibi" | 26 agosto 1996   | 22 luglio 2002    |
| 30    | 31    | Un famoso avvocato invita Kogoro nel suo studio per chiedergli di pedinare sua moglie. La sera viene scoperto il cadavere della donna, morta per strangolamento. L'avvocato ha un alibi perfetto visto che all'ora del decesso l'uomo era in compagnia del detective. |                  |                   |
| 31    | 32    | Giallo in diretta 「テレビ局殺人事件」 - Terebi-kyoku satsujin jiken – "Il caso dell'omicidio alla stazione televisiva" | 2 settembre 1996 | 24 luglio 2002    |
| 31    | 32    | Kogoro è l'ospite speciale di una famosa trasmissione televisiva. Mentre è in onda il programma, uno degli operatori viene ucciso con un colpo di pistola. I sospetti di Conan si concentrano sul presentatore, ma deve riuscire a capire come ha fatto l'assassino a compiere il delitto nel lasso di tempo in cui è stato proiettato un video. |                  |                   |
| 32    | 33    | L'appuntamento di Ran 「コーヒーショップ殺人事件」 - Kōhī shoppu satsujin jiken – "Il caso di omicidio al caffè" | 9 settembre 1996 | 26 luglio 2002    |
| 32    | 33    | Ran rivela a Conan di avere un appuntamento con Shinichi; lui, sapendo che ciò è impossibile, decide di seguirla per scoprire con chi si deve incontrare. Arrivato sul luogo dell'appuntamento, Conan inizia a fare domande a Ran che, per farlo tornare a casa, si reca in una pasticceria a comprargli una torta. Mentre Ran è fuori, Conan inizia a tenere sotto controllo tutti quelli che entrano nel bar per capire con chi possa avere appuntamento ma, all'improvviso, una donna viene trovata uccisa nella toilette. Tocca a Conan risolvere il caso e scoprire con chi si doveva incontrare Ran: si tratta di Eri, sua madre ed ex moglie di Kogoro. |                  |                   |
| 33    | 34    | La caccia al tesoro 「探偵団サバイバル事件」 - Tantei-dan survival (sabaibaru) jiken – "Il caso della sopravvivenza della Squadra dei Giovani Detective" | 14 ottobre 1996  | 29 luglio 2002    |
| 33    | 34    | Agasa accompagna i Giovani Detective in campeggio. I ragazzi si mettono alla ricerca di un tesoro riportato da una mappa. Dopo aver affrontato una serie di prove, i Giovani Detective trovano delle borse contenenti dei gioielli e alle loro spalle compaiono i ladri che, per coincidenza, hanno nascosto la refurtiva proprio al termine del percorso. Conan neutralizza i malviventi e riesce a raggiungere il tesoro. Il messaggio contenuto nel forziere è di Yusaku, padre di Shinichi. |                  |                   |
| 34    | 35    | L'uomo bendato - prima parte - 「山荘包帯男殺人事件（前編）」 - Sansō hōtai otoko satsujin jiken (zenpen) – "Il caso dell'omicidio dell'uomo bendato nella villa di montagna (prima parte)" | 21 ottobre 1996  | 31 luglio 2002    |
| 34    | 35    | Sonoko invita Ran ad una riunione di ex compagni di università della sorella, i quali facevano tutti parte di un club del cinema. Mentre Ran e Conan si recano alla villa in montagna dove avverrà l'incontro, notano un uomo con il volto bendato. Successivamente quest'uomo aggredisce Ran, ma lei riesce a difendersi. Durante la riunione una regista viene uccisa. L'omicida aggredisce nuovamente Ran in stanza. |                  |                   |
| 35    | 36    | L'uomo bendato - seconda parte - 「山荘包帯男殺人事件（後編）」 - Sansō hōtai otoko satsujin jiken (kōhen) – "Il caso dell'omicidio dell'uomo bendato nella villa di montagna (seconda parte)" | 28 ottobre 1996  | 2 agosto 2002     |
| 35    | 36    | L'uomo bendato sta provando nuovamente a eliminare Ran, ma questa non ha nessun legame con gli ex compagni di università della sorella di Sonoko. Conan inizia a sospettare che Ran abbia notato qualcosa che possa identificare chi ha compiuto il delitto. Il colpevole è un membro del gruppo che voleva uccidere Ran perché aveva notato che era magro invece che grasso entrando per sbaglio nella sua camera. |                  |                   |
| 36    | 37    | Chi ha paura del dentista? 「月曜夜7時30分殺人事件」 - Getsuyō yoru shichiji sanjuppun satsujin jiken – "Il caso dell'omicidio di lunedì sera alle 7.30" | 4 novembre 1996  | 5 agosto 2002     |
| 36    | 37    | Ayumi si reca dalla sua dentista di fiducia e Conan decide di accompagnarla. Appena arrivati, a Conan viene detto di tornare a casa. Il giorno successivo i Giovani Detective raccontano a Conan che è stato rinvenuto il cadavere di un uomo nel condominio della dentista e che Ayumi è stata fondamentale per confermare l'alibi alla donna. Ayumi rivela agli amici di essersi addormentata più volte nel corso della serata e Conan inizia a pensare che Ayumi sia stata narcotizzata di proposito. |                  |                   |
| 37    | 38    | Mistero a tutta velocità 「サボテンの花殺人事件」 - Saboten no hana satsujin jiken – "Il caso dell'omicidio dei fiori di cactus" | 11 novembre 1996 | 7 agosto 2002     |
| 37    | 38    | Una ragazza si rivolge a Kogoro per rintracciare un ragazzo di cui si è innamorata. Conan trova un fazzoletto che la donna ha perso nell'ufficio e decide di riportarglielo. Durante l'incontro, questa rivela di essere in convalescenza. Successivamente Conan riesce a interrogare un amico della donna e scopre che l'ex fidanzato di quest'ultima è morto in un incidente stradale. Kogoro e Conan riescono a far luce sul mistero prima che lei compia un gesto estremo. |                  |                   |
| 38    | 39    | L'amico del cuore 「赤鬼村火祭殺人事件」 - Akaoni mura himatsuri satsujin jiken – "Il caso dell'omicidio al festival del fuoco di Akaoni" | 18 novembre 1996 | 9 agosto 2002     |
| 38    | 39    | Kogoro pedina per tre giorni Masaki, che viene poi ritrovato carbonizzato all'interno della pira creata durante una festa tradizionale. Kogoro è convinto che sia stato Yutaka, ma, al momento del delitto, questi aveva un alibi. Scopre comunque che è stato Yutaka ad uccidere Masaki. |                  |                   |
| 39    | 40    | La giovane ereditiera - prima parte - 「資産家令嬢殺人事件（前編）」 - Shisanka reijō satsujin jiken (zenpen) – "Il caso dell'omicidio della figlia in salute (prima parte)" | 25 novembre 1996 | 12 agosto 2002    |
| 39    | 40    | Conan, Ran e Kogoro sono stati invitati al 24º compleanno di Reika, che si svolge in una grande villa. Dopo cena, le auto di Kogoro, Reika e di altri cinque invitati vengono trovate con gli pneumatici bucati; queste persone decidono così di trascorrere la notte nella villa. Durante la notte, uno degli invitati viene affogato nell'acqua di una fontana, Ran viene aggredita e Reika sparisce nel nulla. Più tardi viene rinvenuto anche il cadavere di Reika. |                  |                   |
| 40    | 41    | La giovane ereditiera - seconda parte - 「資産家令嬢殺人事件（後編）」 - Shisanka reijō satsujin jiken (kōhen) – "Il caso dell'omicidio della figlia in salute (seconda parte)" | 2 dicembre 1996  | 14 agosto 2002    |
| 40    | 41    | Reika viene ritrovata sul pavimento del bagno, ma con i vestiti completamente inzuppati d'acqua. Tutti i ragazzi hanno un alibi per l'ora del decesso, ma Conan riesce a trovare alcune prove che incastrano l'assassino. |                  |                   |
| 41    | 42    | Il mistero della bandiera 「優勝旗切り裂き事件」 - Yūshouki kirisaki jiken – "Il caso dello strappo della bandiera della vittoria" | 9 dicembre 1996  | 19 agosto 2002    |
| 41    | 42    | Kogoro, Ran, Sonoko e Conan assistono ad una partita di baseball tra squadre del liceo. Durante l'incontro, qualcuno taglia la bandiera del campionato scolastico presente nell'ufficio del preside. Ran chiede a Kogoro di indagare. |                  |                   |
| 42    | 43    | La grande festa 「カラオケボックス殺人事件」 - Karaoke bokkusu satsujin jiken – "Il caso dell'omicidio del karaoke box" | 16 dicembre 1996 | 21 agosto 2002    |
| 42    | 43    | Ran, Conan e Sonoko vengono invitati ad una festa privata di una famosa band. Durante i festeggiamenti, uno dei cantanti si mostra scontroso con tutti, specialmente con i suoi colleghi. Rivela anche che lascerà la band alla fine della tournée. Dopo aver cantato il suo pezzo preferito, questi muore avvelenato. Conan, usando la voce di Shinichi rivela che la colpevole è la manager che, per uno spiacevole malinteso che le ha fatto credere di essere stata respinta dalla vittima, l'ha avvelenato. Ran, sentendo molta nostalgia di Shinichi, si reca a casa sua. Conan fa saltare la luce di proposito e riesce ad afferrarle la mano, rassicurandola. |                  |                   |
| 43    | 44    | Il rapimento di Conan 「江戸川コナン誘拐事件」 - Edogawa Konan yūkai jiken – "Il caso del rapimento di Conan Edogawa" | 13 gennaio 1997  | 23 agosto 2002    |
| 43    | 44    | Kogoro inizia a chiedersi come mai i genitori di Conan non si facciano mai sentire. Proprio in quel momento arriva una donna che afferma di essere la madre di Conan. Lui sa che non è vero ma, per non mettere in pericolo Ran, fa finta di niente e la segue. Una volta in macchina, questa fa capire a Conan di far parte dell'organizzazione e di sapere che in realtà è Shinichi. Dapprima Conan riesce a scappare ma, una volta arrivato all'abitazione di Agasa per chiedergli aiuto, viene riacciuffato e addormentato dalla donna. Conan si risveglia in un luogo sconosciuto e nota che lei è accompagnata da un misterioso uomo mascherato. Dopo aver sentito che l'uomo lo vuole ammazzare, decide di nascondersi per far credere ai due che sia scappato. I due, convinti di questo, vanno ad un appuntamento con una persona per appurare se il farmaco dell'organizzazione anziché uccidere rimpicciolisce le persone. Conan, uscito dal suo nascondiglio, inizia a cercare tracce per scoprire il luogo dell'appuntamento in modo da riuscire a recuperare il farmaco che l'ha fatto tornare bambino. Alla fine scopre che era tutta una messinscena organizzata dai suoi genitori ed Agasa per fargli capire di non poter combattere da solo l'Organizzazione. Alla fine, Conan decide di restare con Kogoro e Ran anziché riunirsi alla famiglia. |                  |                   |
| 44    | 45    | Un compleanno esplosivo 「堀田三兄弟殺人事件」 - Hotta sankyōdai satsujin jiken – "Il caso dell'omicidio dei tre fratelli" | 20 gennaio 1997  | 26 agosto 2002    |
| 44    | 45    | Kogoro, Ran e Conan aiutano un uomo che è rimasto in panne con l'auto e scoprono che è presidente di un famoso gruppo industriale. L'uomo invita i tre a festeggiare il suo compleanno. Durante la cena, Kogoro scopre che tutti i figli dell'uomo hanno parecchi problemi e provano risentimento nei confronti del padre. Quando il festeggiato decide di aprire la confezione di una bottiglia di vino ricevuta come regalo, la bomba contenuta all'interno della scatola esplode. L'uomo muore sul colpo e Conan inizia ad indagare. |                  |                   |
| 45    | 46    | La maschera di bellezza 「顔パック殺人事件」 - Kaopakku satsujin jiken – "Il caso dell'omicidio della maschera facciale" | 27 gennaio 1997  | 28 agosto 2002    |
| 45    | 46    | Per coincidenza, Kogoro e Conan entrano in contatto con l'assistente di una donna che è stata appena assassinata. I due si recano sul posto e cercano di risolvere l'omicidio. Il sistema di sorveglianza consente di scoprire che solo tre persone sono entrate nell'abitazione della vittima. |                  |                   |
| 46    | 47    | L'ultimo messaggio 「雪山山荘殺人事件」 - Yukiyama sansō satsujin jiken – "Il caso dell'omicidio nella villa sulla montagna innevata" | 3 febbraio 1997  | 30 agosto 2002    |
| 46    | 47    | Kogoro, Ran e Conan passano una breve vacanza in montagna. Avendo perso le chiavi della loro baita, i tre vengono ospitati in una villa dove sono presenti un professore universitario e alcuni suoi studenti. Arrivate le 9 tutti tranne Kogoro, Conan, Ran e una ex studente si allontanano dalla villa. Il professore viene brutalmente ucciso con delle pugnalate alla schiena ma, prima di morire, lascia alcuni indizi che rivelano il nome del suo assassino. |                  |                   |
| 47    | 48    | Un tuffo nel giallo 「スポーツクラブ殺人事件」 - Supōtsu kurabu satsujin jiken – "Il caso dell'omicidio allo sport club" | 10 febbraio 1997 | 2 settembre 2002  |
| 47    | 48    | Kogoro, Ran e Conan visitano un nuovo centro sportivo in città. Il giorno successivo viene rinvenuto il cadavere di un importantissimo tuffatore, morto probabilmente durante un allenamento notturno. |                  |                   |
| 48    | 49    | Il diplomatico - prima parte - 「外交官殺人事件（前編）」 - Gaikōkan satsujin jiken (zenpen) – "Il caso dell'omicidio del diplomatico (prima parte)" | 17 febbraio 1997 | 4 settembre 2002  |
| 48    | 49    | Conan, utilizzando il suo modificatore di voce, chiama Ran con la voce di Shinichi e cerca di tranquillizzarla e di giustificarsi per la lunga assenza. Mentre stanno parlando, però, Ran gli dice che qualcuno ha suonato alla porta e riattacca il telefono. Una volta tornato a casa, Conan sente Ran parlare con Heiji. Essendo stato paragonato fin da piccolo a Shinichi, Heiji desidera incontrarlo per scoprire se è davvero un ottimo investigatore. Heiji, vedendo che Conan è raffreddato, gli dà uno strano liquore. Nel frattempo nell'ufficio di Kogoro arriva la moglie di un diplomatico che incarica Kogoro di svolgere alcune ricerche sulla ragazza di suo figlio. Kogoro viene invitato a casa sua assieme agli altri, in modo da non destare sospetti. Una volta arrivati nell'abitazione del diplomatico, lo trovano morto nel suo studio. Sia Conan che Heiji trovano degli indizi per risolvere il caso, ma il raffreddore di Conan peggiora e, proprio mentre scopre chi l'ha ucciso, crolla a terra febbricitante. |                  |                   |
| 49    | 50    | Il diplomatico - seconda parte - 「外交官殺人事件（後編）」 - Gaikōkan satsujin jiken (kōhen) – "Il caso dell'omicidio del diplomatico (seconda parte)" | 24 febbraio 1997 | 6 settembre 2002  |
| 49    | 50    | Heiji espone la sua tesi su come si sono svolti i fatti davanti a Megure, a Kogoro ed a tutti gli indiziati. Nel frattempo Ran riceve un dottore che è stato chiamato per curare Conan ma, quando lo porta nella stanza in cui è sdraiato, Conan non c'è più. Heiji continua ad esporre le sue supposizioni ma, con grande stupore dei presenti, appare Shinichi che confuta le tesi di Heiji. Dopo aver risolto il caso del diplomatico, Shinichi si sente male nuovamente e torna ad essere Conan. Questi capisce che è stato il liquore portato da Heiji a farlo tornare adulto quindi decide di bere tutto il contenuto della bottiglia ma Ran, vedendo che cerca di bere un liquore, glielo sottrae impedendogli di raggiungere il suo obiettivo. |                  |                   |
| 50    | 51    | Una biblioteca di misteri 「図書館殺人事件」 - Toshokan satsujin jiken – "Il caso dell'omicidio nella biblioteca" | 3 marzo 1997     | 9 settembre 2002  |
| 50    | 51    | La squadra dei Giovani Detective scopre che un dipendente della biblioteca è scomparso misteriosamente e inizia a sospettare che il direttore sia coinvolto in questa sparizione. Infatti scoprono che il colpevole è lui e dopo varie peripezie, lo fanno arrestare dalla polizia. Risolto il caso, Conan cerca di bere ancora il liquore che gli aveva dato Heiji, ma Agasa gli spiega che, ormai, il suo corpo ha sviluppato degli anticorpi a quell'antidoto temporaneo che, quindi, non può più essere utilizzato. |                  |                   |
| 51    | 52    | Indagando sul campo di golf 「ゴルフ練習場殺人事件」 - Gorufu renshūjō satsujin jiken – "Il caso dell'omicidio sul campo da golf" | 10 marzo 1997    | 11 settembre 2002 |
| 51    | 52    | Ran e Conan accompagnano Kogoro ad allenarsi in vista di una partita di golf. Nell'impianto sportivo un uomo perde la vita a causa dell'esplosione di una delle mazze. |                  |                   |
| 52    | 53    | Il mistero del tempio - prima parte - 「霧天狗伝説殺人事件」 - Kiri-tengu densetsu satsujin jiken – "Il caso dell'omicidio della leggenda del goblin della nebbia [Speciale di 1 ora]" | 17 marzo 1997    | 13 settembre 2002 |
| 52    | 53    | Conan, Ran e Kogoro passano la notte in un tempio buddhista dopo un guasto alla macchina ma, nella notte seguente, uno dei monaci viene trovato impiccato su una trave molto alta. |                  |                   |
| 52    | 54    | Il mistero del tempio - seconda parte - 「霧天狗伝説殺人事件」 - Kiri-tengu densetsu satsujin jiken – "Il caso dell'omicidio della leggenda del goblin della nebbia [Speciale di 1 ora]" | 17 marzo 1997    | 16 settembre 2002 |
| 52    | 54    | Giunta sul posto, la polizia pensa subito ad un suicidio perché il corpo dell'uomo viene rinvenuto in una posizione tale da escludere il coinvolgimento di altre persone. Conan, però, non ne è convinto. |                  |                   |
| 53    | 55    | Una nuova indagine per Conan 「謎の凶器殺人事件」 - Nazo no kyōki satsujin jiken – "Il caso dell'omicidio della misteriosa arma" | 7 aprile 1997    | 18 settembre 2002 |
| 53    | 55    | Mentre passeggiano, Kogoro, Ran e Conan trovano un uccellino che si comporta in modo strano e poco dopo sentono le grida di una donna che ha trovato il cadavere del marito sul balcone della loro abitazione. |                  |                   |
| 54    | 56    | Chi è il colpevole? 「ゲーム会社殺人事件」 - Gēmu kaisha satsujin jiken – "Il caso dell'omicidio della compagnia di giochi" | 14 aprile 1997   | 20 settembre 2002 |
| 54    | 56    | Kogoro viene scelto da una società di giochi per fare da testimonial ad un nuovo videogioco dedicato a lui. Conan incontra per caso un uomo dall'aria sospetta e, ascoltandone una conversazione al telefono, riesce a capire che questa persona ha dei legami con Gin e Vodka. L'uomo, Tequila, ritira una valigetta alla reception dell'albergo, ma quando cerca di aprirla questa esplode. Tequila muore nell'esplosione prima che Conan possa ottenere qualche informazione da lui sull'organizzazione. Dopo aver rivelato a tutti l'identità del colpevole, Conan si reca presso un bar in cui uno dei tre indiziati del crimine ha detto di essersi incontrato con Tequila, ma una volta arrivato sul posto avviene un'esplosione che rade al suolo il bar, eliminando così ogni traccia percorribile da Conan per poter trovare indizi sull'Organizzazione. |                  |                   |